# Sermaise (Essonne)
Sermaise – miejscowość i gmina we Francji, w regionie Île-de-France, w departamencie Essonne.
Według danych na rok 1990 gminę zamieszkiwało 1375 osób, a gęstość zaludnienia wynosiła 101 osób/km² (wśród 1287 gmin regionu Île-de-France Sermaise plasuje się na 569. miejscu pod względem liczby ludności, natomiast pod względem powierzchni na miejscu 210.).